# Ko-uchi-gari

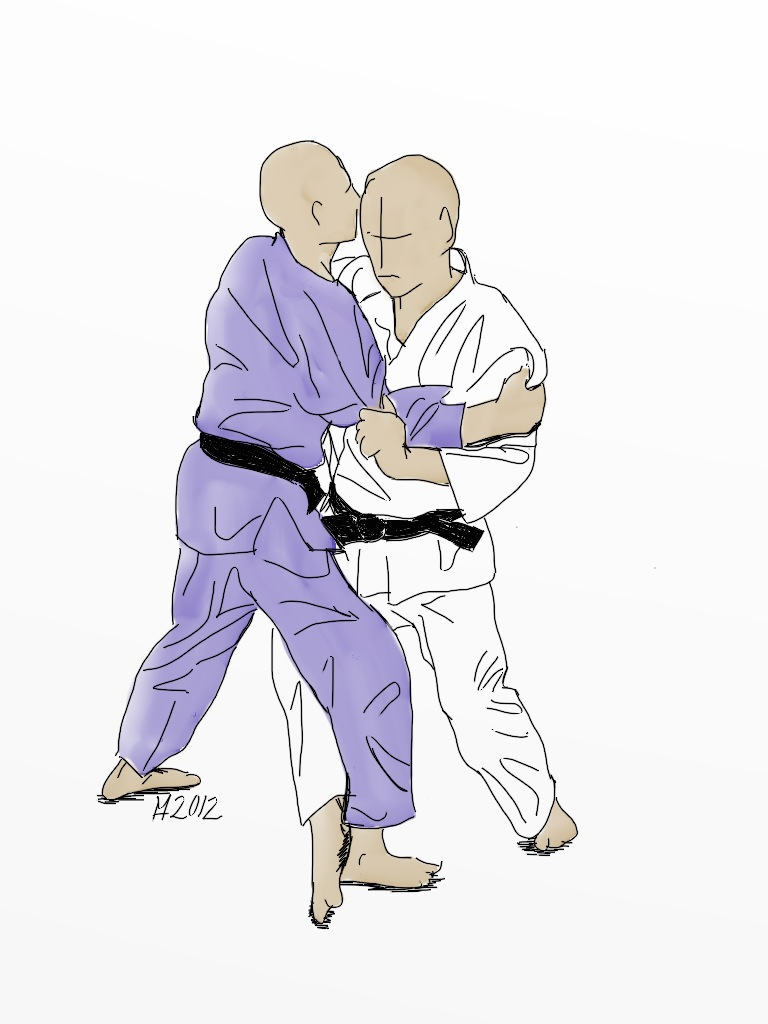
Exécution de Ko-Uchi-Gari

Ko-Uchi-Gari, qui signifie littéralement « Petit-Fauchage-Intérieur » en japonais, 小内刈, est une technique de judo.

## Terminologie
- Ko : Petit
- Uchi : Intérieur
- Gari : Fauchage

## Principe général
Il s'agit d'une technique de fauchage de la jambe du partenaire sur un déplacement arrière en passant par l'intérieur.

### Aspects techniques importants
La technique nécessite deux éléments importants :
1. un déséquilibre arrière assez puissant ;
2. un fauchage de la jambe du partenaire qui recule à la suite du déséquilibre en passant par l'intérieur des deux jambes.

D'autre part :
- le déséquilibre de Tori[1] doit être assez puissant pour amener Uke[2] en appui sur la jambe à faucher.
- l'action du bras de Tori en haut du corps est importante pour provoquer et accompagner le déséquilibre jusqu'à la chute de Uke. Il peut être judicieux de tasser Uke avant de faucher puis relâcher la pression pendant la chute : la réaction ascendante de Uke à la suite du tassement va faciliter le mouvement.
- contrairement à O-Uchi-Gari qui va provoquer une ouverture importante entre les jambes, Ko-Uchi-Gari nécessite une ouverture moindre des deux jambes de Uke d'où son nom : Ko-Uchi-Gari, où ko signifie petit.
- le pied qui fauche doit être positionné en cuillère pour plus d'efficacité.

## Spécialistes de Ko-Uchi-Gari
Parmi les spécialistes de Ko-Uchi-Gari on peut compter Daniel Fernandes.